# Marius Iriza
Marius Iriza (n. 3 ianuarie 1968, orașul Reșița, județul Caraș-Severin) este un politician român, membru în Partidul România Mare, membru al Parlamentului României în legislațiile 2000 - 2004 și 2004 - 2008 ales pe listele PRM. Marius Iriza a fost validat ca deputat pe data de 5 februarie 2002, dată la care l-a înlocuit pe deputatul Zeno Andrei. În legislatura 2000-2004, Marius Iriza a fost membru în grupul parlamentar de prietenie cu Arabia Sauditǎ. În legislatura 2004-2008, Marius Iriza a fost membru în grupurile parlamentare de prietenie cu Arabia Saudită, Regatul Norvegiei și Republica Serbia.  Marius Iriza a demisionat din PRM în 2009.
1. ↑  https://expressdebanat.ro/author/laura-piperiu/ (12 septembrie 2014), Marius Iriza: ,,Cine seamănă vânt culege furtună”!, https://expressdebanat.ro/ Legătură externa în |publisher= (ajutor)